# أوسكار كرويزر
أوسكار كرويزر (بالألمانية: Oscar Kreuzer) مواليد 14 يونيو 1887 في فرانكفورت، الإمبراطورية الألمانية - الوفاة 03 مايو 1968 في فيسبادن، ألمانيا الغربية، كان لاعب كرة مضرب ألماني وكان يلعب باليد اليسرى. أعلى تصنيف له في الفردي كان المركز الـ 8 في سنة 1920. سبق أن شارك في دورة الألعاب الأولمبية الصيفية وفاز بميدالية أولمبية.

## الميداليات
| الميدالية | المسابقة                       |
| --------- | ------------------------------ |
| برونزية   | الألعاب الأولمبية الصيفية 1912 |

## روابط خارجية
- أوسكار كرويزر على موقع رابطة محترفي التنس (الإنجليزية)
- أوسكار كرويزر على موقع الاتحاد الدولي لكرة المضرب (الإنجليزية)
- أوسكار كرويزر على موقع كأس ديفيز (الإنجليزية)
- أوسكار كرويزر على موقع خلاصة التنس.كوم (الإنجليزية)
- أوسكار كرويزر على موقع أوليمبيديا (الإنجليزية)